# Ескамбія (округ, Флорида)
Шаблон:StateAbbr_ 30°37′ пн. ш. 87°20′ зх. д. / 30.61° пн. ш. 87.33° зх. д.
Округ Ескамбія (англ. Escambia County) — округ (графство) на північному заході штату Флорида. Площа 1720 км².
Населення 303 343 тисячі осіб (2009 рік).
В окрузі розташоване місто Пенсакола. Він входить входить до агломерації Пенсаколи.

## Історія
Округ є одним з двох оригінальних округів штату Флорида, утворений 1821 року. Названий за однойменною річкою Іскамбіа.

## Демографія
За даними перепису 2000 року загальне населення округу становило 294410 осіб, зокрема міського населення було 262408, а сільського — 32002. Серед мешканців округу чоловіків було 146183, а жінок — 148227. В окрузі було 111049 домогосподарств, 74163 родин, які мешкали в 124647 будинках. Середній розмір родини становив 2,98.
Віковий розподіл населення поданий у таблиці:
| Стать    | До 15 років | 15-21 | 22-29 | 30-39 | 40-49 | 50-65 | 65-85 | Понад 85 |
| -------- | ----------- | ----- | ----- | ----- | ----- | ----- | ----- | -------- |
| Чоловіки | 29255       | 18445 | 18471 | 21851 | 20759 | 21340 | 14890 | 1172     |
| Жінки    | 28191       | 15819 | 15351 | 20536 | 21443 | 23780 | 20116 | 2991     |

## Суміжні округи
- Ескамбія, Алабама — північ
- Санта-Роза  — схід
- Болдвін, Алабама — захід